# Gewandhaus Brass Quintett
Das Gewandhaus Brass Quintett ist ein Blechbläserensemble und mit Gewandhaus-Quartett, -Bläserquintett und -Oktett eines der vier Kammermusikensembles des Gewandhausorchesters.

## Geschichte
Das Ensemble wurde im Jahr 2005 unter dem Namen Leipzig Chamber Brass gegründet. Das Debütkonzert fand im Dezember 2005 im Gewandhaus zu Leipzig statt. In den Folgejahren erspielten sich die fünf Musiker schnell einen hervorragenden Ruf über die Grenzen Leipzigs hinaus. Im September 2008 wurde dem Ensemble durch den 20. Gewandhauskapellmeister Riccardo Chailly der Name Gewandhaus Brass Quintett verliehen. Der Titel wird ausschließlich vom Gewandhauskapellmeister (Chefdirigent des Gewandhausorchesters) verliehen und steht für höchste musikalische Qualität.

## Repertoire
Das vielseitige und ständig wachsende Repertoire des Quintetts umfasst die Genres von Renaissance und Barock über Klassik bis Klassischer Moderne und Jazz. Das Ensemble gastiert nicht nur erfolgreich mit dem Kanon bestehender Werke, sondern arbeitet intensiv mit zeitgenössischen Komponisten an der Erweiterung des Repertoires für Blechbläserquintett.

## Diskographie
- „Gewandhaus Brass Quintett presents…“ – Werke von Koetsier, Lutoslawski, Bach, Albinoni, Debussy, Ewald, Brahms (GENUIN, 2009)[3]
- „Gewandhaus Brass Quintett Customised“ – Werke von Hutchinson, McKee, Ioannides, Schleiermacher, Milliner (GENUIN, 2020)[4]

## Auftragswerke
Für das Gewandhaus Brass Quintett wurden folgende Werke komponiert:
- Robert Hutchinson: Brass Quintet (Edition GBQ, 2019)
- Jesse Milliner: Passionetta in Modo di Jazz (2019)
- Steffen Schleiermacher: Zögernde Klangordnung (2018)
- Kevin McKee: Iron Horse (Kevin McKee Music, 2018)[5]
- Ayis Ioannides: Reminiszenzen (Verlag Kornwein Leipzig, 2017)[6]
- Eberhard Weise: Standart Medley
- Gabriel Pierné/Arr. Otmar Strobel: Introduktion et Variations sur une Ronde populaire

## Besetzung (Stand 5/2020)
- Lukas Beno, Trompete
- Jonathan Müller, Trompete (seit 1. September 2018)
- Jan Wessely, Horn
- Tobias Hasselt, Posaune (seit 1. Mai 2016)
- David Cribb, Tuba

Ehemalige Mitglieder
- Otmar Strobel, Posaune (bis 1. Mai 2016)
- Peter Wettemann, Trompete (bis 1. September 2017)
- Gabor Richter, Trompete (1. September 2017 bis 1. September 2018)